# Cophixalus riparius
Cophixalus riparius är en groddjursart som beskrevs av Richard G. Zweifel 1962. Cophixalus riparius ingår i släktet Cophixalus och familjen Microhylidae. IUCN kategoriserar arten globalt som livskraftig. Inga underarter finns listade i Catalogue of Life.